# Szívritmuszavar elleni gyógyszerek
Az antiaritmiás szerek a szívritmuszavar gyógyszerei.

## I. csoport: Nátriumcsatorna-gátlók

### I.a. Az akciós potenciál depolarizációs fázisának közepes gátlása, a repolarizáció elnyújtása
- kinidin
- procainamid
- disopyramid
- prajmalin
- ajmalin
- cibezolin

### I.b. Az akciós potenciál depolarizációs fázisának enyhe csökkentése
- lidokain
- mexiletin
- tokainid
- fenitoin

### I.c. Az akciós potenciál depolarizációs fázisának erős gátlása a repolarizációra való hatás nélkül
- flecainid
- propafenon

## II. csoport: Szimpatikus tónust befolyásoló vegyületek
- Adrenerg bétablokkolók:
  - metoprolol
  - atenolol
  - ezmolol
  - propranolol
- Bretylium

## III. csoport: Repolarizációgátlók
- amiodaron
- szotalol
- bretylium
- dofetilid
- ibutilid

## IV. csoport: Kalciumbeáramlás-gátlók
- verapamil
- diltiazem
- gallopamil

## Egyéb antiaritmiás szerek
- adenozin
- digoxin
- magnézium-szulfát